# ميكي براون
ميكي براون (بالإنجليزية: Micky Brown)‏ (11 أبريل 1944 بفرنهم كامن في المملكة المتحدة - 9 مارس 2021) هو لاعب كرة قدم بريطاني في مركز الهجوم. لعب مع تونبريدج أنغلز وكولتشستر يونايتد ونادي فولهام ونادي لوتون تاون ونادي ميلوول وماديستون يونايتد ‏ ونادي هيلينغدون بورو ونادي ويلدستون لكرة القدم.

## وصلات خارجية
- ميكي براون على موقع قاعدة بيانات كرة القدم.إي يو (الإنجليزية)